# Бужанка (Волынская область)
Бужа́нка (укр. Бужанка) — село в Поромовской сельской общине Владимирского района Волынской области Украины.
До 2020 года входило в Иваничевский район.
Код КОАТУУ — 0721180401. Население по переписи 2001 года составляет 787 человек. Почтовый индекс — 45310. Телефонный код — 3372. Занимает площадь 25,03 км².